# Passavant-sur-Layon
Passavant-sur-Layon település Franciaországban, Maine-et-Loire megyében. Lakosainak száma 128 fő (2022. január 1.). Passavant-sur-Layon Cléré-sur-Layon, Val en Vignes és Lys-Haut-Layon községekkel határos.

## Népesség
A település népességének változása:
| Lakosok száma | 232  | 155  | 124  | 131  | 126  | 126  | 125  | 125  | 127  | 128  |
|               | 1968 | 1982 | 1990 | 2006 | 2013 | 2015 | 2017 | 2019 | 2020 | 2022 |